# Carlos Castillo Peraza
Carlos Enrique Castillo Peraza (Mérida, Yucatán; 17 de abril de 1947 - Bonn, Alemania; 8 de septiembre de 2000) fue un intelectual, periodista y político mexicano, miembro distinguido del Partido Acción Nacional, al cual renunció en 1998.

## Acción Católica
Identificado por sus habilidades Manuel Castro Ruiz, arzobispo de Yucatán, lo propone para ser presidente nacional de la Asociación Católica de la Juventud Mexicana, uno de los más jóvenes en ocupar dicho puesto, a los 21 años de edad; joven y sin experiencia se trasladó a la Ciudad de México para hacerse cargo de Acción Católica, al poco tiempo se involucró en la política.

## Estudios
Manuel Castro Ruiz, lo apoya nuevamente, le consigue una beca en la Universidad Pontificia en Roma, lugar donde cursa la cátedra de Filosofía, un año después continúa sus estudios en la Universidad de Friburgo, Suiza, donde estudia la Licenciatura en Letras, con especialidad en Filosofía política.

## Periodista
Fue un colaborador y articulista de muchos diarios del país habiéndose iniciado como periodista en el Diario de Yucatán. Fue catedrático en el Centro Universitario Montejo de ideal marista y en la Escuela de Filosofía de la Universidad La Salle de la Ciudad de México.

## Actividades políticas
Desde 1967 fue miembro del Partido Acción Nacional (PAN) y ocupó una amplia variedad de cargos en su estructura tanto estatal como nacional, entre los que destacan; fundador y primer director del Instituto de Estudios y Capacitación Política de Acción Nacional; secretario de Relaciones Internacionales del CEN en dos ocasiones; consejero nacional en 1979 y miembro del Comité Ejecutivo en el mismo año.
En 1981 fue candidato a gobernador de Yucatán, y en 1984, a presidente municipal de Mérida, fue elegido diputado federal a la LIV Legislatura, representante del PAN ante la Comisión Estatal Electoral en 1985, y secretario de Educación en el gabinete alternativo de Manuel J. Clouthier.
En 1993 fue nombrado presidente nacional del PAN. Sus colaboradores más cercanos fueron Felipe Calderón Hinojosa, Jesús Galván Muñoz, Enrique Caballero Peraza, Germán Martínez Cázares y Luis Correa Mena.
En 1997 fue candidato a la Jefatura de Gobierno del Distrito Federal, quedó en tercer lugar en las preferencias electorales; al terminar este proceso y después de la muerte de Octavio Paz, se alejó oficialmente de la política y renunció a su militancia activa en el PAN, para dedicarse a actividades académicas.
Colaboró con diversos periódicos en la sección editorial, entre ellos Excélsior, El Universal, Novedades y Diario de Yucatán. Entre los libros que escribió se encuentran El ogro antropófago y Disiento.

## Muerte y homenajes
El 8 de septiembre de 2000 falleció víctima de un infarto en Bonn, Alemania. Le sobreviven 3 hijos y una hija
En 2004, dentro de las instalaciones de Los Pinos (casa de los presidentes mexicanos) se develó un busto de él, en el llamado "Paseo de la Democracia".
El 18 de octubre de 2007, fue premiado "post mortem" con la Medalla Belisario Domínguez del Senado de la República, máxima distinción que otorga esta Cámara, recibida durante una sesión solemne, por su viuda Julieta López Morales de manos del entonces presidente Felipe Calderón.
En Mérida, la Preparatoria Estatal # 8 lleva su nombre, y también en el Estado de México hay una institución educativa con su nombre. 
En Mérida y en Cancún, Quintana Roo existen calles que llevan su nombre y en Ciudad Juárez hay también  un barrio nombrado en su memoria. 
Con la muerte de Carlos Castillo Peraza, el Partido Acción Nacional perdió al último de sus ideólogos; sus pensamientos, sus reflexiones, sus ideas, han quedado plasmadas en una serie de libros que el Partido Acción Nacional edita, titulados "Ideas Fuerza" y que son de consulta obligada para todos aquellos que ingresan a dicho partido. Como ideólogo, su muerte dejó un gran vacío dentro de Acción Nacional que hasta el día de hoy personajes como Germán Martínez Cazares, Javier Corral y otros, han intentado ocupar. Y a la fecha, no han logrado alcanzar esa sensibilidad, ese don que tenía Castillo Peraza al hablar de política y de los políticos.
Germán Martínez Cazares y Alonso Lujambio hicieron una compilación de su obra llamada "El Porvenir Posible", que fue  editada por el Fondo de Cultura Económica. 
Su obra ha sido editada por la Fundación Rafael Preciado Hernández (www.frph.org.mx), e incluye los volúmenes Volverás (2003), Ideas fuerza (2003), Apuesta por el mañana (2003); la edición conmemorativa por su décimo aniversario luctuoso, en el año 2010, conformada por su hijo, Carlos Castillo López, y que incluye los volúmenes Más allá de la política. Escritos periodísticos; La plaza y la tribuna; y Doctrina e ideología. En el año 2013, también bajo la compilación de Carlos Castillo López, fue publicado El acento en la palabra. Conferencias sobre la transición democrática mexicana, y en los años 2014 y 2015, respectivamente, los volúmenes Textos filosóficos 1. Maquiavelo. Rousseau, Proudhon, que contiene la traducción de su tesis de licenciatura a cargo de Carlos Castillo López, y Textos filosóficos 2. Marxismo.